# توایلایت (ویرجینیای غربی)
توایلایت(به انگلیسی: Twilight) شهری در ایالت ویرجینیای غربی کشور ایالات متحده آمریکا است که جمعیت آن در سرشماری سال ۲۰۱۰ میلادی، ۹۰ نفر بوده‌است.